# ميك بايي
ميك بايي (بالإنجليزية: Mick Paye)‏ هو لاعب كرة قدم بريطاني في مركز الدفاع، ولد في 30 يوليو 1966 في لامبث ‏ في المملكة المتحدة. لعب مع تشارلتون أثلتيك.